# Catch (The Cure)
Catch is een nummer van de Britse alternatieve rockband The Cure uit 1987. Het is de tweede single van hun zevende studioalbum Kiss Me, Kiss Me, Kiss Me.
Het nummer leverde The Cure in een aantal landen een bescheiden hit op, maar nergens werd het succes van voorganger Why Can't I Be You? overtroffen. In het Verenigd Koninkrijk bereikte "Catch" de 27e positie, terwijl het in Nederland niet verder kwam dan een 3e positie in de Tipparade.